# 布萊登斯堡 (馬里蘭州)
布萊登斯堡（英語：Bladensburg）是一個位於美國馬里蘭州佐治王子縣的市鎮。

## 人口
根據2020年美國人口普查的數據，布萊登斯堡的面積為2.59平方千米，當中陸地面積為2.56平方千米，而水域面積為0.02平方千米。當地共有人口9657人，而人口密度為每平方千米3,729人。